# Temporada 1973-1974 del Club Joventut Badalona
La temporada 1973-1974 va ser la 35a temporada en actiu del Club Joventut Badalona des que va començar a competir de manera oficial. La Penya va disputar la seva 18a temporada consecutiva a la màxima categoria del bàsquet espanyol, acabant la competició en la tercera posició, una posició per sota de l'aconseguida la temporada anterior. Aquesta temporada també va competir a la Copa Korac i va ser finalista de la Copa del Generalíssim.

## Resultats
Copa Korac
Aquesta temporada l'equip va debutar a la Copa Korac, quedant eliminat en la lligueta de quarts de final. Abans de quedar eliminat, en les dues rondes prèvies havia eliminat el SP Federale (Suïssa) i el FC Porto (Portugal).
Lliga espanyola
A la lliga espanyola finalitza en la tercera posició de 15 equips participants. En 28 partits disputats va obtenir un bagatge de 22 victòries, 1 empat i 5 derrotes, amb 2.478 punts a favor i 1.992 en contra (+486).
Copa del Generalíssim
El Joventut va jugar la final d'aquesta edició de la Copa del Generalíssim, disputada a Alacant, amb el Reial Madrid CF, perdent per 87 a 85. Prèviament, es va desfer a quarts de l'UDR Pineda i a semifinals de l'Estudiantes.

## Plantilla
La plantilla del Joventut aquesta temporada va ser la següent:
| Club Joventut Badalona: plantilla 1973-74 |
| Jugadors                                  |
| Francesc Buscató                          |
| Josep Maria Margall                       |
| Enric Margall                             |
| Narcís Margall                            |
| Víctor Manuel Escorial                    |
| Lluís Miguel Santillana                   |
| Miguel Ángel Estrada                      |
| Juan Ramon Fernández                      |
| Joan Filbà                                |
| Santiago Udaeta                           |
| Antoni Ametller                           |
| Ernest Delgado                            |
| Lauro Mulà                                |
| Jordi Cairó                               |
| Manel Bosch                               |
| Entrenador                                |
| Josep Lluís i Cortés                      |